# Otocepheus pacificus
Otocepheus pacificus är en kvalsterart som beskrevs av Trägårdh 1931. Otocepheus pacificus ingår i släktet Otocepheus och familjen Otocepheidae. Inga underarter finns listade i Catalogue of Life.